# Cleora constricta
Cleora constricta là một loài bướm đêm trong họ Geometridae.